# Gabi Gold
Gabi Gold właśc. Gabriela Goldová-Dobrodinská (ur. 25 maja 1973 w Hawierzowie) – czeska piosenkarka, aktorka występująca w Polsce.

## Życiorys
Gabriela Goldová przed kamerami zadebiutowała w wieku 10 lat w telewizyjnej adaptacji opery dla dzieci Františka Trnky pt. Wesele Komara, gdzie wcieliła się w rolę Biedronki w Telewizji Czeskiej Ostrawa. Następnie zaczęła grać na gitarze klasycznej i śpiewać w chórze dziecięcym, potem w młodzieżowym. W tym samym okresie zainteresowała się nowoczesnym tańcem scenicznym i rozpoczęła prywatne zajęcia z aktorstwa musicalowego. Potem zaczęła wykonywać muzykę popularną. W 1989 roku wygrała konkurs muzyki popularnej Talent, dzięki czemu otrzymała propozycję śpiewu w zespole Retroband Františka Trnky, grającym czeskie evergreeny i wraz z nim wystąpiła w kilku programach telewizyjnych dla Telewizji Czeskiej Ostrawa i radiowych dla Czeskiego Radia Ostrawa. Podczas nauki w liceum uczyła się tańca scenicznego oraz gry aktorskiej pod kierunkiem profesora Jindřicha Neuwirtha. Oprócz muzyki Gabriela Goldová zajmowała się także kulturystyką (była najmłodszą czeską trenerką kulturystyki kondycyjnej dla kobiet).
W 1991 roku po maturze dostała się na pedagogikę na Uniwersytecie Ostrawskim i do konserwatorium na wydział aktorstwa musicalowego oraz została wokalistką zespołu tanecznego Lady M., który pod patronatem duńskiej agencji (z powodów komercyjnych prezentowała ten zespół jako duński) koncertował w krajach Europy Zachodniej. Zespół grał również w m.in. na afterparty zorganizowanym po występie Tiny Turner i Falca w jednym z klubów w Sankt Moritz. W 1994 roku zespół się rozpadł, po czym Gabriela Goldová założyła własny zespół Lady G., a następnie w 1996 roku zespół CASH, z którym w 1997 roku po zdobyciu srebrnej „Dĕčinskiej kotvy” we współpracy z Zdenkiěm Krásným nagrała płytę pt. Country memory.
Jednak przełomowy moment dla Gabrieli Goldovej nastąpił w 1997 roku po występie w Polsce na Międzynarodowym Festiwalu Miss Wakacji 1997 w Ustroniu, podczas którego poznała znanego polskiego satyryka i komika – Tadeusza Drozdę, z którym wkrótce nawiązała współpracę oraz rozpoczęła pracę w Polsce pod pseudonimem Gabi Gold. Występowała wraz Tadeuszem Drozdą w programie pt. Herbatka u Tadka na TVP2 oraz w różnych programach telewizyjnych TVP1, TVP2 (m.in. Europa da się lubić, Śpiewające fortepiany, Kabaretowy Klub Dwójki), TV Polonia, TVN oraz w programie pt. „Na stojaka” na HBO. W 2000 roku nagrała swoją pierwszą solową płytę pt. 13 Golden Country Hits.
W latach 1998–1999 jako Gabriela Jeřábková występowała na przemian w roli Prudie w praskim musicalu pt. Benzyna i makijaż.
W marcu 2001 roku w Telewizji Czeskiej wykonała piosenkę pt. „Paříž” (Paryż), która stała się hitem w czeskich stacjach radiowych. Jesienią tego samego roku wraz z Františkiem Kaslem stworzyła świąteczny singiel pt. „Jediný lék”, który bardzo szybko stał się jednym z najpopularniejszych singli w Czechach. Wiosną 2002 roku we współpracy z wydawnictwem Popron Music nagrała swój pierwszy album z całkowicie nowymi utworami w języku czeskim pt. Jsem tu já!, po czym zaczęła występy na czeskich scenach i w programach telewizyjnych na kanałach Telewizji Czeskiej, Prima TV i TV Nova.
W 2004 roku w Czechach nagrała płytę pt. Ještě že tě mám, która została w Polsce wydana pod nazwą Malowany dzbanek oraz wzbogacona o piosenkę pt. „Dobra noc, dobry dzień” w języku polski z muzyką Zdeňka Bartáka do słów Jacka Cygana. Na przełomie 2006 i 2007 roku Gabi Gold założyła zespół Gabi Gold Band, w którym zaangażowała polskich muzyków. Grupa wykonywała covery z repertuaru m.in. Maryli Rodowicz i Anny Jantar oraz wydała album pt. Gabi Gold. Na singlu promującym tę płytę ukazał się utwór Malovaný džbánku z repertuaru Heleny Vondráčkovej).
Od 2014 roku jest członkiem zespołu Gold of Shania Twain oraz w tym samym roku wcieliła się w rolę sprzedawczyni w filmie pt. Babovřesky 2.
W 2014 roku Gabi Gold wznowiła karierę w Polsce, tym razem na śląskiej scenie muzycznej. Piosenki często pojawiają się na antenie Radia Piekary oraz w telewizyjnej Liście Śląskich Szlagierów emitowanej na TVS. W marcu 2016 roku odbył się telewizyjny koncert promujący najnowszą płytę artystki pt. Miłość zmienia wszystko. Od 2019 roku jest współprowadzącą program pt. My Wam to zagramy w TVS.

## Życie prywatne
Gabi Gold była trzykrotnie zamężna. Z pierwszym mężem ma córkę Gabrielę (ur. 1997), która studiuje na kierunku menedżera sztuki na Uniwersytecie Ekonomicznym w Pradze.
Drugim mężem był czeski aktor i prezenter telewizyjny Marek Dobrodinský, z którym ma syna Marka juniora (ur. 2002). To małżeństwo również zakończyło się rozwodem.
Potem poznała producenta muzycznego Michała Kracika. Para zaręczyła się po 5 latach znajomości, jednak w marcu 2007 roku Michał Kracik zmarł na raka.
W grudniu 2008 roku wyszła po raz trzeci za mąż za Michala Břízę – brata czeskiego hokeisty Petra. To małżeństwo również zakończyło się rozwodem. Obecnie związana jest Radkiem, właścicielem jednego browaru Royal Czech Beer, którego poznała w 2009 roku.

## Dyskografia

### Albumy
- 2000: 13 Country Golden Hits
- 2002: Jsem tu já!
- 2004: Ještě že tě mám
- 2007: Gabi Gold
- 2007: Až jednou...
- 2009: Tu i tam
- 2010: Žena
- 2011: Napořád[8]
- 2012: Gabriela Goldová
- 2014: Přistávací ranvej
- 2016: Miłość zmienia wszystko
- 2017: Láska Nebeská
- 2019: Jestem zbyt szalona

### Single
- 2001: Paříž
- 2001: Jediný lék (z Františkiem Kaslem)
- 2004: Dobra noc, dobry dzień
- 2012: Tato, ja wiem
- 2016: Gdy blisko jesteś tak
- 2016: Miłość zmienia wszystko
- 2017: Uśmiechnij się do świata (z Blue Party)
- 2018: Dzięki Tobie teraz wiem

### Teledyski
- 2015 – Dobra noc, dobry dzień
- 2016 – Gdy blisko jesteś tak
- 2016 – Miłość zmienia wszystko
- 2017 – Uśmiechnij się do świata
- 2018 – Dzięki Tobie teraz wiem

## Filmografia
- 1998–1999: Benzyna i makijaż jako Prudie
- 2014: Babovřesky 2 jako Sprzedawczyni